# Ideoblothrus ceylonicus
Ideoblothrus ceylonicus es una especie de arácnido del orden Pseudoscorpionida de la familia Syarinidae.

## Distribución geográfica
Se encuentra en Sri Lanka.